# Torà
Torà è un comune spagnolo di 1 159 abitanti situato nella comunità autonoma della Catalogna.

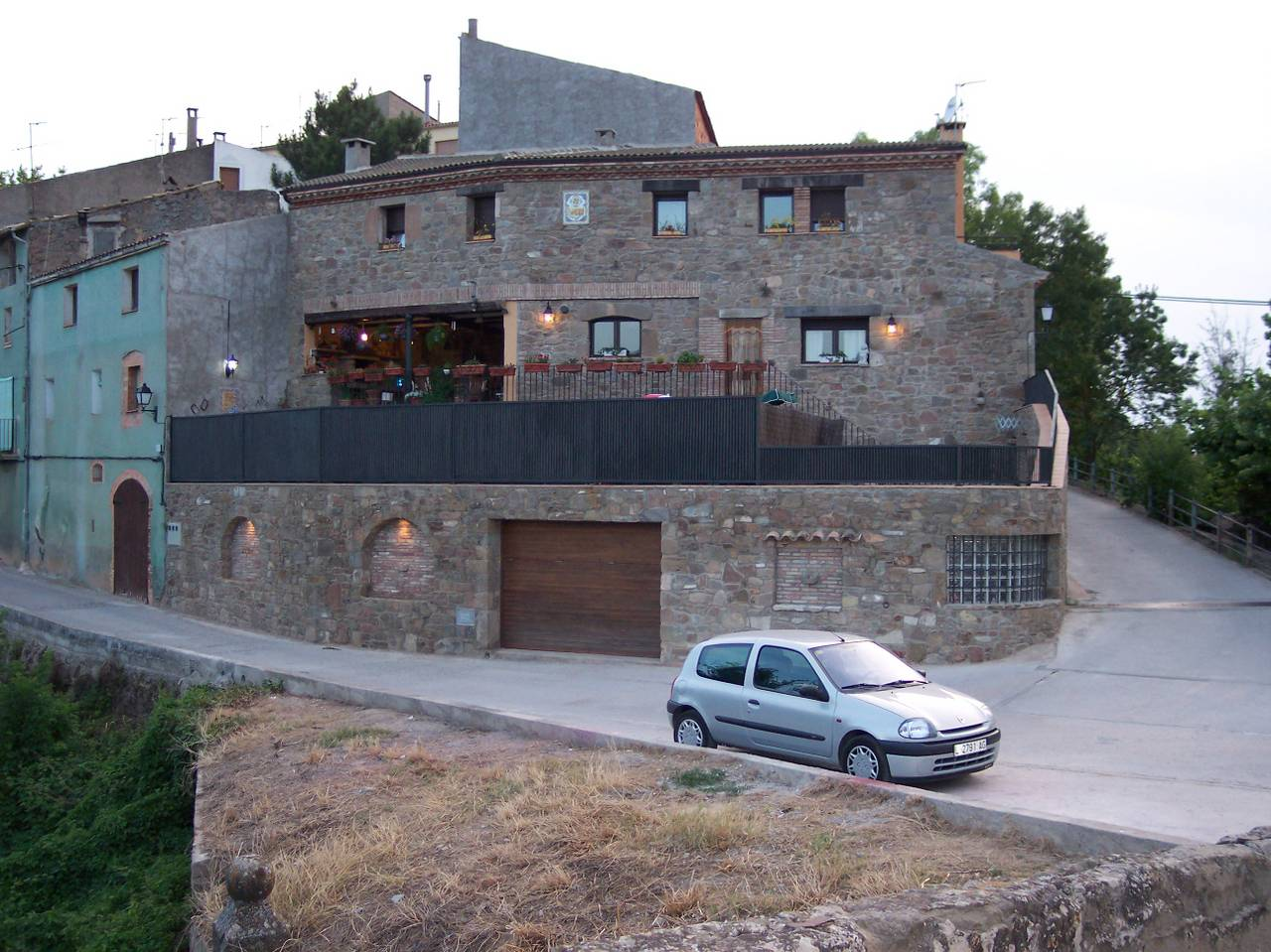
Ca na Núria (Torà)